# Avenida Rio Branco (São Paulo)
A Avenida Rio Branco é um importante logradouro do centro da cidade de São Paulo. Atualmente, tem início no Largo do Paiçandu e termina na Rua Dr. Elias Chaves.

## Cronologia de um nome
No século XIX (por volta de 1860), essa avenida era uma trilha conhecida como "Alameda dos Bambus".
Com o tempo passou a ser chamada "Rua dos Bambus" e depois, passou a ter dois nomes em sua extensão: Alameda dos Bambus e Rua Visconde do Rio Branco (homenagem a José Maria da Silva Paranhos, estadista, diplomata, militar, pai do Barão de Rio Branco) e posteriormente, Rua Visconde de Rio Branco e Alameda Barão de Rio Branco (homenagem a José Maria da Silva Paranhos Júnior, patrono da diplomacia brasileira).
A mudança de nomes e as homenagens ao pai, Visconde do Rio Branco e depois ao filho, Barão do Rio Branco, ficam evidentes a partir das leis, ato e plantas da cidade de São Paulo de períodos diversos.
Na Planta da Cidade de São Paulo de 1881, aparece o nome Rua dos Bambus, com início no Largo do Paiçandu e até encontrar a Alameda Glete, pois não há continuidade do traçado.
Na Planta Geral da Capital de São Paulo, de 1897, a avenida aparece com dois nomes em sua extensão: como Rua Visconde do Rio Branco, do início no Largo do Paiçandu até o cruzamento com a Rua Duque de Caxias, quando aparece como Alameda dos Bambus.
Na Planta Geral da Cidade de São Paulo, de 1905, aparece ainda como Alameda dos Bambus e Visconde do Rio Branco.
A Lei 1033 de 07 de agosto de 1907 denomina a antiga Alameda dos Bambus como Alameda Barão do Rio Branco.
O Ato 972, de 24 de agosto de 1916 oficializava as ruas, avenidas e praças e respectivos nomes, de acordo com a Planta da Cidade de São Paulo, de 1916, que trazia os nomes de Alameda Barão do Rio Branco e Rua Visconde do Rio Branco.
A Lei 4068, de 31 de dezembro de 1954, passa a denominar como Avenida Rio Branco toda a extensão das antigas Rua Visconde do Rio Branco e Alameda Barão do Rio Branco.